# Вальенар
Вальенар (исп. Vallenar) — город в Чили. Административный центр одноименной коммуны и провинции Уаско. Население города — 51 917 человек (2017). Город и коммуна входит в состав провинции Уаско и области Атакама.
Территория — 7 084 км². Численность населения — 51 917 жителя (2017). Плотность населения — 7,33 чел./км².

## Расположение
Город расположен в долине реки Эльки.
Коммуна граничит:
- на севере — коммуна Копьяпо
- на востоке — провинции Тьерра-Амарилья
- на юго-востоке — коммуна Альто-дель-Кармен
- на юге — коммуна Ла-Игуэра
- на западе — коммуны Фрейрина, Уаско

## Транспорт
- Аэропорт Вальенар (Код ICAO: SCLL, код IATA: VLR)
- Желознодорожная станция Вальенар
- Автомобильные трассы:
  - Автомобильная трасса С-5 Арика — Ла-Серена (Панамериканское шоссе)
  - Автомобильная трасса С-46 Вальенар — Уаско
  - Автомобильная трасса С-485 Вальенар — Альто-дель-Кармен

Расстояние по автомобильной дороге до населённых пунктов:
- Копьяпо — 150 км
- Альто-дель-Кармен — 39 км
- Чаньяраль — 315 км
- Ла-Серена — 199 км
- Уаско — 57 км

## Демография
Согласно сведениям, собранным в ходе переписи 2017 г  Национальным институтом статистики (INE),  население коммуны составляет:
| Полное население                          | Полное население                          | Полное население                          | Полное население                          | Полное население                          | 51 917 |
| ----------------------------------------- | ----------------------------------------- | ----------------------------------------- | ----------------------------------------- | ----------------------------------------- | ------ |
| в том числе:                              | Городское население                       | 46 019                                    | Процент городского населения, %           | 88,64                                     |        |
|                                           | Сельское население                        | 5 898                                     | Процент сельского населения, %            | 11,36                                     |        |
|                                           | Мужское население                         | 25 422                                    | Процент мужского населения, %             | 48,97                                     |        |
|                                           | Женское население                         | 26 495                                    | Процент женского населения, %             | 51,03                                     |        |
| Плотность населения, чел/км²              | Плотность населения, чел/км²              | Плотность населения, чел/км²              | Плотность населения, чел/км²              | Плотность населения, чел/км²              | 7,33   |
| Население коммуны в % к населению области | Население коммуны в % к населению области | Население коммуны в % к населению области | Население коммуны в % к населению области | Население коммуны в % к населению области | 18,14  |

| Динамика изменения населения коммуны | Динамика изменения населения коммуны | Динамика изменения населения коммуны | Динамика изменения населения коммуны |
| ------------------------------------ | ------------------------------------ | ------------------------------------ | ------------------------------------ |
| 1992                                 | 2002                                 | 2012                                 | 2017                                 |
| 47248                                | 48040▲                               | 52099▲                               | 51917▼                               |

## Важнейшие населенные пункты[4]
| №  | Населённый пункт     | Населённый пункт (исп.) | Категория | Население чел. (2002) | На карте                        |
| -- | -------------------- | ----------------------- | --------- | --------------------- | ------------------------------- |
| 1  | Вальенар             | Vallenar                | город     | 43750                 | 28°34′36″ ю. ш. 70°45′24″ з. д. |
| 2  | Домейко              | Domeyko                 | поселок   | 924                   | 28°57′17″ ю. ш. 70°53′32″ з. д. |
| 3  | Ла-Компанья          | La Compañía             | поселок   | 366                   | 28°35′18″ ю. ш. 70°47′32″ з. д. |
| 4  | Буэна-Эсперанса      | Buena Esperanza         | поселок   | 257                   | 28°33′44″ ю. ш. 70°50′11″ з. д. |
| 5  | Куатро-Паломас       | Cuatro Palomas          | поселок   | 202                   | 28°35′38″ ю. ш. 70°46′04″ з. д. |
| 6  | Качиюйо              | Cachiyuyo               | поселок   | 167                   | 29°02′11″ ю. ш. 70°53′59″ з. д. |
| 7  | Инкагуаси            | Incaguasi               | поселок   | 128                   | 29°13′36″ ю. ш. 71°00′40″ з. д. |
| 8  | Кебрада-Эль-Хильгеро | Quebrada El Jilguero    | поселок   | 119                   | 28°35′20″ ю. ш. 70°43′33″ з. д. |
| 9  | Ла-Посада            | La Posada               | поселок   | 105                   | 28°38′26″ ю. ш. 70°41′29″ з. д. |
| 10 | Камаронес            | Camarones               | поселок   | 99                    | 28°39′50″ ю. ш. 70°39′43″ з. д. |
| 11 | Пералес-Вьехос       | Perales Viejos          | поселок   | 93                    | 28°33′47″ ю. ш. 70°48′31″ з. д. |